# نظرية أينشتاين-كارتن
في الفيزياء النظرية، تعتبر نظرية أينشتاين-كارتان، المعروفة أيضًا بنظرية أينشتاين- كارتان- سياما- كيبل، نظرية الجاذبية الكلاسيكية المشابهة للنسبية العامة. تم اقتراح هذه النظرية لأول مرة من قبل إيلي كارتن في عام 1922. تعد نظرية أينشتاين-كارتان أبسط نظرية مقياس بوانكاريه.

## ملخص
تختلف نظرية أينشتاين-كارتان عن نظرية النسبية العامة في طريقتين: (1) يتم صياغتها في إطار هندسة ريمان-كارتان، التي تتمتع بتماثل لورنتز معزز محليًا، بينما تُصيغ نظرية النسبية العامة في إطار هندسة ريمانية، التي لا تتمتع بذلك؛ (2) يتم وضع مجموعة إضافية من المعادلات التي تربط العجز بالدوران. يمكن تقسيم هذا الاختلاف إلى:
النسبية العامة (أينشتاين-هيلبرت) → النسبية العامة (بالاتيني) → أينشتاين-كارتان
عن طريق إعادة صياغة النسبية العامة في هندسة ريمان-كارتان، باستبدال عملية أينشتاين-هيلبرت على هندسة ريمانية بعملية بالاتيني على هندسة ريمان-كارتان؛ وثانيًا، إزالة القيد الخاص بالعجز من عملية بالاتيني، مما يؤدي إلى مجموعة إضافية من المعادلات للدوران والعجز، بالإضافة إلى إضافة مصطلحات إضافية ذات صلة بالدوران في معادلات حقول أينشتاين ذاتها.
تم صياغة نظرية النسبية العامة في البداية في إطار هندسة ريمانية باستخدام عملية أينشتاين-هيلبرت، والتي تنشأ عنها معادلات حقول أينشتاين. في وقت صياغتها الأصلية، لم يكن هناك مفهوم لهندسة ريمان-كارتان. ولم يكن هناك وعي كاف بمفهوم تماثل القياس لفهم أن الهندسة الريمانية لا تمتلك البنية اللازمة لتجسيد تماثل لورنتز معزز محليًا، كما يُتطلب للقدرة على التعبير عن معادلات الاستمرارية وقوانين الحفظ لتماثلات الدوران والدفع، أو لوصف السبينور في هندسة الزمكان المنحنية. نتيجة لإضافة هذه البنية، تحصل على هندسة ريمان-كارتان. وبصفة خاصة، يتطلب وجود القدرة على وصف السبينور تضمين هيكل دوراني، مما يكفي لإنتاج هذه الهندسة.
الاختلاف الرئيسي بين هندسة ريمان-كارتان وهندسة ريمانية هو أن الاتصال المتجانس للهندسة يكون مستقلاً عن المتري، بينما يتم استقاص الاتصال في الأخير من المتري ويصبح اتصال ليفي-سيفيتا، والفرق بينهما يُشار إليه باسم العجز. بشكل خاص، يكون الجزء المتباين للاتصال (المشار إليه بالعجز) مساويًا للصفر في حالة الاتصالات ليفي-سيفيتا، كونها واحدة من الشروط التعريفية لمثل هذه الاتصالات.
نظرًا لأن العجز يمكن تعبيره بشكل ليني عن العجز، فإنه من الممكن أيضًا ترجمة العملية أينشتاين-هيلبرت مباشرة إلى هندسة ريمان-كارتان، والنتيجة هي عملية بالاتيني. ويتم استنتاجها عن طريق إعادة صياغة عملية أينشتاين-هيلبرت بالاتصال المتجانس ومن ثم وضع قيد منفصل يجبر كلًا من العجز والانحراف على الصفر، مما يجبر الاتصال المتجانس على أن يكون مساويًا لاتصال ليفي-سيفيتا. نظرًا لأنها ترجمة مباشرة للعملية ومعادلات حقول النسبية العامة، المعبرة بالاتصال ليفي-سيفي
يمكن اعتبار ذلك كنظرية النسبية العامة نفسها المنقولة إلى إطار هندسة ريمان-كارتان.
تتيح نظرية أينشتاين-كارتان تخفيف هذا الشرط وبالتالي تخفيف افتراضية النسبية العامة بأن الاتصال المتجانس يجب أن يكون له جزء متباين متساوٍ للصفر (العجز). يتم استخدام نفس العملية التي تستخدم في عملية بالاتيني، ما عدا أن القيد المفروض على العجز يتم إزالته. وهذا يؤدي إلى وجود اختلافين عن النسبية العامة: (1) معادلات الحقول يتم التعبير عنها الآن بالاتصال المتجانس، بدلاً من الاتصال ليفي-سيفيتا، وبالتالي يتضمنون مصطلحات إضافية في معادلات حقول أينشتاين ذاتها تتعلق بالعجز التي ليست موجودة في المعادلات المستمدة من صياغة بالاتيني؛ (2) توجد مجموعة إضافية من المعادلات التي تربط العجز بالزخم الزاوي الداخلي (الدوران) للمادة، بنفس الطريقة التي يرتبط بها الاتصال المتجانس بالطاقة والزخم للمادة. في نظرية أينشتاين-كارتان، يكون العجز الآن متغيرًا في مبدأ العملية الثابتة يرتبط بصيغة مكانة زمانية منحنية للدوران (الزخم الزاوي). تعبّر هذه المعادلات الإضافية عن العجز بشكل ليني فيما يتعلق بصيغة الدوران المرتبطة بمصدر المادة، مما يعني أن العجز يكون عمومًا غير متساوٍ داخل المادة.
نتيجة الخطية هي أن العجز خارج المادة يكون صفرًا، بحيث يبقى الهندسة الخارجية كما هو موصوف في النسبية العامة. تتمحور الاختلافات بين نظرية أينشتاين-كارتان والنسبية العامة (سواء صيغتها في إطار العملية أينشتاين-هيلبرت على هندسة ريمانية أو العملية بالاتيني على هندسة ريمان-كارتان) فقط حول ما يحدث في الهندسة داخل مصادر المادة. أي أن "العجز لا ينتشر". تم اعتبار تعميمات لعملية أينشتاين-كارتان تسمح بالسماح بانتشار العجز.
نظرًا لأن هندسة ريمان-كارتان تحتوي على تماثل لورنتز كتماثل محلي للمعايرة، فمن الممكن صياغة قوانين الحفظ المرتبطة. بشكل خاص، بالنسبة للمقياس المتري وتواء التواء كمتغيرات مستقلة، يمنح ذلك تعميمًا صحيحًا لقانون الحفظ الكلي (الزخم المداري بالإضافة إلى الزخم الداخلي) لوجود الحقل الجاذب.